# Sirhind-Fategarh
Sirhind-Fategarh (ook wel kortweg Sirhind genoemd) is een nagar panchayat (plaats) in het district Fatehgarh Sahib van de Indiase staat Punjab. 

## Demografie
Volgens de Indiase volkstelling van 2001 wonen er 50.788 mensen in Sirhind-Fategarh, waarvan 54% mannelijk en 46% vrouwelijk is. De plaats heeft een alfabetiseringsgraad van 71%.